# Manita Devkota
Manita Devkota (tiếng Nepal: मनिता देवकोटा; sinh ngày 11 tháng 4 năm 1995) là một người mẫu người Mỹ gốc Nepal, người ủng hộ sức khỏe phụ nữ và người đoạt danh hiệu cuộc thi sắc đẹp, đã đăng quang Hoa hậu Hoàn vũ Nepal 2018 vào ngày 11 tháng 4 năm 2018. Trong khi đó, cô trở thành Hoa hậu Nepal đầu tiên chiến thắng Hoa hậu Hoàn vũ Nepal trong một cuộc thi đang diễn ra, với tư cách là nhà tổ chức cuộc thi Hoa hậu Nepal.

## Tiểu sử
Devkota hiện đang sống ở Nepal nhưng dành phần lớn cuộc đời của mình ở Bắc Carolina, Hoa Kỳ. Cô đã trải qua phần lớn thời thơ ấu của mình ở Pakhribas, Dhankuta, Dharan và Gorkha, sau đó cô di cư đến Bắc Carolina ở tuổi 8. Cô đã hoàn thành Bằng Y tế Công cộng của Đại học East Carolina ở Greenville, Bắc Carolina, nơi cô đã theo học danh sách của trưởng khoa. Cô đã tham gia vào Days for Girls và She's the First Foundation. Manita đã quản lý việc học và nhà ở của mình khi còn học đại học bằng cách làm hai công việc: thủ thư và nhân viên pha chế.

## Hoa hậu Nepal 2018
Vào ngày 11 tháng 4 năm 2018, Devkota tham gia Hoa hậu Nepal 2018 tại khách sạn Annapurna ở Kathmandu, nơi cô đăng quang Hoa hậu Hoàn vũ Nepal 2018. Cô đã thành công với danh hiệu Nagma Shrestha.

## Hoa hậu Hoàn vũ 2018
Vào ngày 17 tháng 12 năm 2018, Manita Devkota tham gia Hoa hậu Hoàn vũ 2018 tại IMPACT Arena, Muang Thong Thani thuộc tỉnh Nonthaburi, ngoại ô phía bắc Bangkok, Thái Lan. Trong năm thứ hai tham gia, Devkota đã lọt vào Top 10. Cô trở thành Hoa hậu Nepal đầu tiên lọt vào Bán kết cuộc thi Hoa hậu Hoàn vũ.

## Nhận thức Xã hội và Chiến dịch
Vào năm 2017, cô đã tham gia một cuộc biểu tình trong Tháng Ba của Phụ nữ để ủng hộ những cá nhân và vấn đề bị thiệt thòi.